# FAFL Division II 2016
La FAFL Division II 2016 è stata la 1ª edizione del campionato di football americano di secondo livello, organizzato dalla FAFL.

## Squadre partecipanti
| Club              | Città    | Stadio | Sponsor ufficiale | Risultato nella stagione 2015 |
| ----------------- | -------- | ------ | ----------------- | ----------------------------- |
| Antwerp Argonauts | Anversa  |        |                   |                               |
| Leuven Lions      | Lovanio  |        |                   |                               |
| Limburg Shotguns  | Beringen |        |                   |                               |

## Stagione regolare

### Calendario

#### 1ª giornata
| Puurs 7 febbraio 2016, ore 14:00 | Antwerp Argonauts | 36 – 3 | Leuven Lions |  |

#### 2ª giornata
| Gand 14 febbraio 2016, ore 12:00 | Antwerp Argonauts | 27 – 0 | Limburg Shotguns |  |

#### 3ª giornata
| Beringen 28 febbraio 2016, ore 14:00 | Limburg Shotguns | 14 – 20 | Leuven Lions |  |

#### 4ª giornata
| Beringen 13 marzo 2016, ore 15:00 | Limburg Shotguns | 11 – 37 | Antwerp Argonauts |  |

#### 5ª giornata
| Anderlecht 27 marzo 2016, ore 12:00 | Leuven Lions | 34 – 0 | Limburg Shotguns |  |

#### 6ª giornata
| Anversa 10 aprile 2016, ore 15:00 | Antwerp Argonauts | 13 – 3 | Leuven Lions |  |

#### 7ª giornata
| Anderlecht 24 aprile 2016, ore 12:00 | Antwerp Argonauts | 49 – 9 | Limburg Shotguns |  |

#### 8ª giornata
| Beringen 8 maggio 2016, ore 15:00 | Leuven Lions | 48 – 57 | Limburg Shotguns |  |

#### 9ª giornata
| Lovanio 22 maggio 2016, ore 15:00 | Leuven Lions | 12 – 14 | Antwerp Argonauts |  |

### Classifica
La classifica finale è la seguente:
- PCT = percentuale di vittorie, G = partite giocate, V = partite vinte,  P = partite perse, PF = punti fatti, PS = punti subiti

| Pos. | Squadra           | PCT   | G | V | N | P | PF  | PS  |
| ---- | ----------------- | ----- | - | - | - | - | --- | --- |
| 1    | Antwerp Argonauts | 1.000 | 6 | 6 | 0 | 0 | 176 | 38  |
| 2    | Leuven Lions      | .333  | 6 | 2 | 0 | 4 | 120 | 134 |
| 3    | Limburg Shotguns  | .167  | 6 | 1 | 0 | 5 | 91  | 215 |

## Playoff
| Anversa 29 maggio 2016, ore 14:00 | Antwerp Argonauts | 0 – 18 | Ghent Gators |  |

## Verdetti
- Antwerp Argonauts Vincitori della FAFL DII 2016